# جيرالد غلاتزماير
جيرالد غلاتزماير (بالألمانية: Gerald Glatzmayer)‏ (مواليد 14 ديسمبر 1968) هو لاعب كرة قدم. يلعب مع منتخب النمسا لكرة القدم. سبق له أن لعب في كأس العالم لكرة القدم مع منتخب بلاده.

## روابط خارجية
- جيرالد غلاتزماير على موقع الاتحاد الدولي (مؤرشف)  (الإنجليزية)
- جيرالد غلاتزماير على موقع قاعدة بيانات كرة القدم.إي يو (الإنجليزية)
- جيرالد غلاتزماير على موقع ناشيونال فوتبول تيمز (الإنجليزية)